# Christoph Albrecht von Ostau
Christoph Albrecht von Ostau (* 31. März 1735; † 3. Juni 1805 in Königsberg) war ein preußischer Wirklicher Geheimer Rat und Minister.

## Leben

### Herkunft und Familie
Christoph Albrecht war Angehöriger des preußischen Adelsgeschlechts von Ostau. Er war ein Sohn des preußischen Oberstleutnant sowie Erbherrn auf Kleschowen, Groß Sausgarthen und Wolfshöfen Fabian Albrecht von Ostau (1686–1742) und dessen vierten Ehefrau Luise Juliane von Derschau a. d. H. Groß Saussgarthen (1712–1801). 
Aus seiner Ehe mit Anna Juliane von Burghagen († 1784) gingen acht Töchter hervor, darunter:
- Maria Elisabeth von Ostau (1769–1795), ⚭ 1788 Johann Gottlieb Christoph von Kleist (1744–1807), Herr auf Garbnicken und Damen

### Werdegang
Ostau studierte seit 1749 Jurisprudenz an der Albertus-Universität Königsberg. Im Januar 1756 begann er seine Laufbahn als Referendar beim Königsberger Hofgericht. Um 1760/1761 war er von den Russen eingesetzter Direktor des Justizkollegiums in Neuhausen und 1762 Kommissarius in Insterburg. Im September 1763 wurde er Kriegs- und Domänenrat sowie Justitiar der Königsberger Kammer. 
Späterhin wurde er Präsident bei der klevisch-märkischen Kriegs- und Domänenkammer. Seinem Demissionsersuchen von dieser Stellung wurde lediglich insofern stattgegeben, als er Generallandschaftsdirektor von Ostpreußen wurde und dies mindestens bis 1795 ausübte. Er unterstand damals in dieser Funktion dem königlichen Kommissar und Großkanzler Johann Heinrich von Carmer.
Im Jahr 1788 ernannte ihn König Friedrich Wilhelm II. als Nachfolger von Melchior Ernst von Knobloch zum Wirklichen Geheimen Etats-Minister und Mitglied des ostpreußischen Etats-Ministerium, sowie zum Oberburggrafen des Königreichs Preußen. Ostau war letztlich Wirklicher Geheimer Etats- und Kriegsminister. 
Er war auch Erbherr auf Lablacken, Frödau und Tactau.